# Chimarra akarawitta
Chimarra akarawitta är en nattsländeart som beskrevs av Schmid 1958. Chimarra akarawitta ingår i släktet Chimarra och familjen stengömmenattsländor. Inga underarter finns listade i Catalogue of Life.